# 첨단공포증
첨단공포증(尖端恐怖症, 영어: Fear of needles, needle phobia) 또는 선단공포증(先端恐怖症)은 가위, 바늘, 연필, 나이프, 커터, 앞머리 등 끝이 날카로운 물체가 시야에 들어 오면 정신적으로 강하게 동요하게 되는 공포증의 일종이다. 트라우마로도 생긴다. 의학 문헌에서는 주사바늘 공포증으로 알려져 있는데, 주사나 피하주사 바늘을 포함하는 의료 시술에 대한 극심한 공포이다.
아이크모포비아로 지칭되기도 하지만 이 용어는 날카로운 물체에 대한 더 일반적인 공포를 의미할 수도 있다.

## 개요 및 발생 빈도
이 질환은 1994년에 DSM-IV (정신 질환 진단 및 통계 편람, 4판)에서 특정 공포증 중 피-주사-상해형 공포증으로 공식적으로 인정되었다. 주사 시술에 대한 공포 반응은 환자들이 접종, 혈액 검사, 그리고 더 심각한 경우 모든 의료 처치를 회피하게 만든다.
적어도 미국 성인의 10%가 주사바늘 공포증을 어느 정도 경험하는 것으로 추정되며, 모든 의료 치료를 피하는 경향으로 인해 가장 심각한 경우는 문서화되지 않기 때문에 실제 수치는 더 클 가능성이 높다. BII 공포증에 대한 진단 기준은 더 엄격하며, 일반 인구에서 추정 유병률은 3-4%이며, 여기에는 혈액 관련 공포증도 포함된다.
주사바늘 공포증의 유병률이 증가하고 있으며, 두 연구에서 1995년 어린이의 25%에서 2012년에는 65%(1999년 이후 출생자)로 증가했음을 보여준다. 오거스타 대학교 교수 에이미 백스터는 이러한 증가가 5세경에 추가 접종 접종이 증가했기 때문이며, 이 나이는 기억할 수 있을 만큼 충분히 나이가 들었고 공포증이 형성될 가능성이 더 높은 만큼 충분히 어리기 때문이라고 설명한다.

## 진화론적 근거
주사바늘 공포증에 대한 선구적인 논문의 저자인 제임스 G. 해밀턴 박사에 따르면, 주사바늘 공포증의 유전적 형태는 진화에 어느 정도 근거가 있을 가능성이 높다. 수천 년 전에는 찔린 상처나 다른 피부가 관통되는 상황을 철저히 피하는 인간이 생존 가능성이 더 높았을 것이기 때문이다.
해밀턴의 검토 논문에서 주사바늘 공포증의 진화론적 근거에 대한 논의는 미주신경성 실신 유형의 주사바늘 공포증에 관한 것으로, 이는 피-주사-상해형 공포증의 하위 유형이다. 이 유형의 주사바늘 공포증은 두 단계의 혈관미주신경 반응으로 독특하게 특징지어진다. 첫째, 심박수와 혈압이 잠시 가속된다. 그 다음으로 심박수와 혈압이 급격히 떨어지며, 때로는 의식을 잃게 된다. 의식 상실은 때때로 경련과 여러 다른 호르몬 수치의 수많은 급격한 변화를 동반한다.
다른 의학 저널 논문들은 혈관미주신경 실신과 피-주사-상해형 공포증의 진화 적응도 사이의 이러한 가능한 연결의 추가 측면을 논의했다.
혈관미주신경 실신과의 연관성을 설명하는 진화심리학 이론은 어떤 형태의 실신은 구석기 시대의 집단 간 공격성 증가에 대한 반응으로 발달한 비언어적 신호라는 것이다. 싸우지 않는 사람이 실신하면 자신이 위협이 아니라는 신호를 보낸다. 이는 출혈 및 부상과 같은 자극과 실신 사이의 연관성을 설명할 수 있다.

## 유형
주사바늘 공포증은 의학적으로 관련된 주사/주사에 대한 극심한 공포로 단순히 정의되지만, 여러 유형으로 나타난다.

### 혈관미주신경형
대부분의 특정 공포증은 개인 자신에게서 비롯되지만, 가장 흔한 유형의 주사바늘 공포증은 환자의 50%에게 영향을 미치며 유전된 혈관미주신경 반사 반응이다. 주사바늘 공포증을 가진 사람들의 약 80%는 1차 친척 중에 같은 장애를 보이는 사람이 있다고 보고한다.
혈관미주신경 반응은 주사바늘이나 주사바늘과 유사한 물체의 시각, 생각 또는 느낌에 의해 유발될 수 있다. 이 유형의 공포증과 관련된 생리학적 변화는 어지러움, 발한, 현기증, 메스꺼움, 창백, 이명, 공황 발작, 그리고 주사 시점에서의 초기 고혈압과 고심박수, 그에 따른 급격한 하락을 포함한다. 혈관미주신경 공포의 주요 증상은 혈압 감소로 인한 혈관미주신경 실신 또는 실신이다.
주사 시술 중에 실신을 겪는 많은 사람들은 주사 시술 자체에 대한 의식적인 두려움은 없지만, 혈관미주신경 실신 반응에 대한 큰 두려움을 보고한다. 사람들은 주사바늘 생각으로 인한 저혈압의 부작용을 더 두려워하게 된다.
의학 저널인 서큘레이션에 발표된 연구는 이 질환을 가진 많은 환자들(뿐만 아니라 더 넓은 범위의 혈액/상해 공포증 환자들)에게서 주사 시술 중 혈관미주신경 실신의 초기 에피소드가 주사바늘 자체에 대한 기본적인 두려움보다는 주사바늘 공포증의 주요 원인일 수 있다고 결론지었다. 이러한 발견은 혈관미주신경 실신을 동반한 주사바늘 공포증 환자의 원인과 결과 패턴에 대한 더 일반적으로 받아들여지는 믿음을 뒤집는다.
대부분의 공포증은 어느 정도 위험하지만, 주사바늘 공포증은 실제로 사망에 이르게 하는 몇 안 되는 공포증 중 하나이다. 심각한 공포증의 경우, 혈관미주신경 쇼크 반사로 인한 혈압 강하는 사망을 초래할 수 있다. 해밀턴의 1995년 주사바늘 공포증에 대한 검토 논문에서 그는 주사 시술 중 혈관미주신경 쇼크의 직접적인 결과로 23건의 사망을 문서화할 수 있었다.
이러한 유형의 주사바늘 공포증에 대한 최상의 치료 전략은 역사적으로 탈감작 또는 환자를 점진적으로 더 무서운 자극에 노출시켜 공포 반응을 유발하는 자극에 대해 탈감작되도록 하는 것이었다.  최근 몇 년 동안 "적용된 긴장"이라고 알려진 기법이 혈관미주신경 반응의 불쾌하고 때로는 위험한 측면을 피하기 위해 혈압을 유지하는 효과적인 수단으로 점차 받아들여지고 있다.
이 형태의 주사바늘 공포증은 환자의 약 20%에게 영향을 미친다. 증상으로는 공격성, 극도로 높은 혈압을 동반한 높은 심박수, 폭력적인 저항, 회피, 도피 등이 있다. 제안된 치료법은 심리 치료이며, 여기에는 환자에게 자가 주사 기술을 가르치거나 신뢰할 수 있는 의료 제공자를 찾는 것이 포함될 수 있다.

### 통각과민형
통각과민 주사바늘 공포증은 실제 주사바늘에 대한 두려움과는 크게 관련이 없는 또 다른 형태이다. 이 형태의 환자들은 유전적으로 통증에 대한 과민증 또는 통각과민을 가지고 있다. 그들에게 주사의 통증은 참을 수 없을 만큼 크며, 많은 사람들이 어떻게 다른 사람이 그러한 시술을 견딜 수 있는지 이해할 수 없다.
이 형태의 주사바늘 공포증은 주사바늘 공포증 환자의 약 10%에게 영향을 미친다. 증상으로는 극도의 설명할 수 없는 불안, 그리고 주사바늘 침투 직전 또는 몇 초 전의 혈압 및 심박수 상승 등이 있다. 권장되는 치료 형태는 국소 또는 전신 마취의 형태이다.

## 대리 경험형
주사바늘 관련 시술을 목격하는 동안 공포증 환자는 실제로 주사를 맞지 않고도 주사바늘 공포증 발작 증상을 겪을 수 있다. 주사를 보는 것에 자극받아 공포증 환자는 혈관미주신경 실신의 정상적인 증상을 보일 수 있으며, 실신 또는 쓰러짐이 흔하다. 이것의 원인은 알려져 있지 않지만, 공포증 환자가 자신에게 시술이 행해지는 것을 상상하기 때문일 수 있다. 최근 신경과학 연구에 따르면 바늘에 찔리는 느낌과 다른 사람의 손이 바늘에 찔리는 것을 보는 것이 뇌의 같은 부분을 활성화시킨다는 것을 보여준다.

## 동반 질환 및 유발 요인
주사바늘 공포증, 특히 심각한 형태의 경우 다른 공포증이나 심리적 질환과 함께 나타나는 경우가 많다. 예를 들어, 의사에 대한 비합리적인 두려움인 의사 공포증은 주사바늘 공포증 환자에게서 자주 관찰된다.
주사바늘 공포증 환자는 반드시 의사 사무실에 실제로 있지 않아도 주사바늘 공포증으로 인한 공황 발작이나 불안을 경험할 수 있다. 외부 세계에는 연상을 통해 발작을 유발할 수 있는 많은 유발 요인이 있다. 이들 중 일부는 혈액, 부상, 바늘을 실제로 또는 화면에서 보는 것, 압정, 주사기, 진찰실, 흰색 실험복, 치과 의사, 간호사, 사무실 및 병원과 관련된 소독제 냄새, 환자의 일반적인 의료 제공자와 신체적으로 닮은 사람을 보는 것, 심지어 공포에 대해 읽는 것 등이다.

## 치료, 완화 및 대안
의학 문헌은 특정 주사바늘 공포증 사례에 효과가 입증된 여러 치료법을 제안하지만, 특정 사례에 어떤 치료법이 효과적일 것인지 예측할 수 있는 지침은 거의 제공하지 않는다. 다음은 일부 특정 사례에서 효과가 있는 것으로 나타난 치료법 중 일부이다.
- 염화에틸 스프레이 (및 기타 냉각제). 쉽게 투여할 수 있지만, 표면적인 통증 조절만 제공한다.
- 제트 인젝터. 제트 인젝터는 바늘 대신 고압 가스 제트를 통해 신체에 물질을 주입한다. 이러한 장치는 바늘을 제거하지만, 일부 사람들은 더 많은 통증을 유발한다고 보고한다.[14][15] 또한 인슐린 및 예방 접종과 같이 바늘이 관련된 매우 제한된 상황에서만 도움이 된다.
- 이온영동법. 이온영동법은 전류를 사용하여 피부를 통해 마취제를 주입한다. 효과적인 마취를 제공하지만, 일반적으로 상업 시장에서 소비자에게 제공되지 않으며 일부는 사용하기 불편하다고 생각한다.
- EMLA. EMLA는 리도카인과 프릴로카인의 공융 혼합물인 국소 마취 크림이다. 미국에서는 처방전이 필요한 크림이며, 일부 다른 국가에서는 처방전 없이 구할 수 있다. 이온영동법만큼 효과적이지는 않지만, EMLA는 이온영동법으로 주입되는 마취제만큼 깊이 침투하지 않으므로 이온영동법보다 간단하게 적용할 수 있다. EMLA는 일반적인 국소 마취제보다 훨씬 깊이 침투하며, 많은 개인에게 적절하게 작용한다.[16]
- 아메톱. 아메톱 겔[17]은 정맥 천자 시 통증을 제거하는 데 EMLA보다 더 효과적인 것으로 보인다.[18]
- 리도카인/테트라카인 패치. 리도카인과 테트라카인의 공융 혼합물을 함유한 자가 발열 마취 패치는 여러 국가에서 판매되고 있으며, 주사 시술에 사용하도록 정부 기관의 특별 승인을 받았다.[19] 이 패치는 미국에서는 시네라, 유럽 연합에서는 라피단이라는 상표명으로 판매되었다. 각 패치는 밀폐된 파우치에 포장되었다. 파우치에서 패치를 제거하고 공기에 노출시키면 약간 가열되기 시작했다. 이 패치는 완전한 마취 효과를 얻기 위해 20~30분이 필요했다.[19] 시네라 패치는 2005년 6월 23일에 미국 식품의약국(FDA) 승인을 받았다. 2022년 11월 11일, 제조업체는 2022년 말까지 전 세계적으로 패치 제조 및 판매를 중단할 것이라고 발표했다.[20]
- 행동 치료. 효과는 사람과 상태의 심각성에 따라 크게 다르다. 특정 공포증에 대한 행동 치료의 효과에 대해서는 논란이 있지만, 노출 치료와 같은 접근 방식의 효과를 뒷받침하는 일부 데이터가 있다.[21][22] 이완 방법을 지지하는 모든 치료법은 주사바늘 공포증 치료에 금기될 수 있는데, 이는 이 접근 방식이 혈압 강하를 유도하여 혈관미주신경 반사를 더욱 강화하기 때문이다. 이에 대한 대응으로 단계별 노출 접근 방식은 특정 혈액, 상해, 주사 유형 자극에 대한 혈관미주신경 반응과 관련된 합병증을 예방하는 방법으로 적용된 긴장을 사용하는 대처 요소를 포함할 수 있다.[11][12][23]
- 아산화질소 (웃음 가스). 이것은 환자에게 진정을 제공하고 불안을 감소시키며, 약간의 진통제 효과도 있다.
- 흡입 전신 마취. 이것은 모든 통증과 주사 시술에 대한 모든 기억을 제거할 것이다. 그러나 이는 매우 극단적인 해결책으로 간주되는 경우가 많다. 대부분의 경우 보험 적용이 되지 않으며, 대부분의 의사는 이를 처방하지 않을 것이다. 위험하고 비쌀 수 있으며 입원이 필요할 수도 있다.
- 디아제팜 (발륨), 로라제팜 (아티반), 알프라졸람 (자낙스) 또는 클로나제팜 (클로나핀)과 같은 벤조다이아제핀은 주사바늘 공포증 환자의 불안 완화에 도움이 될 수 있다고 제임스 해밀턴 박사는 말했다. 이러한 약물은 복용 후 5~15분 이내에 효과가 나타난다. 비교적 많은 경구 투여량이 필요할 수 있다.[1]
- 복근에 힘을 주면 실신을 피할 수 있다.[3]
- 욕설은 인지된 통증을 줄일 수 있다.[3]
- 주의를 분산시키는 것은 인지된 통증을 줄일 수 있으며, 예를 들어 기침하는 척하기, 시각적 작업 수행, 비디오 시청, 음악 듣기, 비디오 게임하기 등이 있다.[3][24]
- 생백신과 같은 특정 약물 및 백신은 비강으로 투여할 수 있다.[25]

## 같이 보기
- 아이크모포비아
- 공포증 목록
- 어린이 주사바늘 공포증에 대한 심리사회적 치료